# Михальчук Микола Леонідович
Микола Леонідович Михальчук (23 лютого 1949, с-ще Голендри Калинівського району Вінницької області) — український художник. Працює у жанрах ДПМ та станкової скульптури.

## Біографічна довідка
У 1976 році закінчив Львівський державний інститут прикладного та декоративного мистецтва (педагоги — Д.П. Крвавич, В.А. Овсійчук). Різьбярству навчався у народного майстра С.М. Мельника.
Член Вінницької обласної організації Національної спілки художників України з 1992 року.